# Бику (Джурджу)
Бику (рум. Bâcu) — село у повіті Джурджу в Румунії. Входить до складу комуни Жойца.
Село розташоване на відстані 17 км на захід від Бухареста, 65 км на північ від Джурджу, 132 км на південь від Брашова.

## Населення
За даними перепису населення 2002 року у селі проживали 1369 осіб.
Національний склад населення села:
| Національність | Кількість осіб | Відсоток |
| -------------- | -------------- | -------- |
| румуни         | 1339           | 97,8%    |
| цигани         | 29             | 2,1%     |

Рідною мовою назвали:
| Мова      | Кількість осіб | Відсоток |
| --------- | -------------- | -------- |
| румунська | 1348           | 98,5%    |
| циганська | 20             | 1,5%     |